# ルッツ＝ヴェルナー・ヘッセ
ルッツ＝ヴェルナー・ヘッセ（Lutz-Werner Hesse、1955年4月30日 - ）は、ドイツの作曲家。
ボン出身。ケルン音楽大学でユルク・バウアーらについて作曲と音楽教育を学んだ。その後、ケルン大学で音楽学・ラテン語・古代史を学び、博士号を得た。1984年からケルン音楽大学ヴッパータール校の専任講師、さらに教授となり、音楽理論や聴力トレーニングなどを担当している。
1998年にベルギッシェス・ラント地方現代音楽学会を設立し、会長となった。以後、ベルギッシェス・ラント現代音楽ビエンナーレでたびたび講師を務めている
。2004年にはヴッパータール・コンサート協会の会長となり、ヴッパータール交響楽団の楽友となった。また2006年10月に開催された第2回大阪国際マンドリンコンクール（作曲部門）で審査員を務めた。
音楽学者としては、レイフ・ヴォーン・ウィリアムズ、エドワード・エルガー、カール・ニールセン、ドミートリイ・ショスタコーヴィチを研究テーマとしている。
作風としては調性を非常に感じさせる超保守的な態度が特徴である

## 作品

### 管弦楽曲
- 3つの夜想曲（1984）
- 交響曲第1番（1985）
- 管弦楽のための協奏曲（1986/87）
- 交響曲第2番（1990/97）
- ホルン協奏曲（1998/99）
- 交響曲第3番 - オルガンとオーケストラのための（1999/2000）
- スケルツォ（2001）
- ヴァイオリン協奏曲（2001/02）
- 古筝協奏曲『天と地』（2003）
- 主題のない変奏曲（2005）
- マンドリン協奏曲（2006）
- 交響曲第4番（2006）

### 吹奏楽曲
- スカイトレイン（2007）

### マンドリンオーケストラ曲
- 明日と今日の小曲（1998）
- 中国との出会いII - 古筝とマンドリンオーケストラのための（2003）
- ヴォルガからアマゾンまで（2009）
- エピタフ - 桑原康雄の思い出に（2010）

### 室内楽曲
- 木管五重奏のための5つのバガデル（1981）
- 2台のギターのための小ソナタ（1986）
- フルートとギターのためのディヴェルティメント（1992/96）
- マンドリンとギターのためのパルティータ（1995）
- マンドリンとギターのための小ソナタ（1996）
- 弦楽三重奏曲（2007）

### 独奏曲
- フルートのためのモノローグ（1985）
- ギターのためのモチーフ（1988, 1992）
- マンドリンのためのプレリュード（1995/96）